# Теодор (Алабама)
Теодор (англ. Theodore) — переписна місцевість (CDP) в США, в окрузі Мобіл штату Алабама. Населення — 6270 осіб (2020).

## Географія

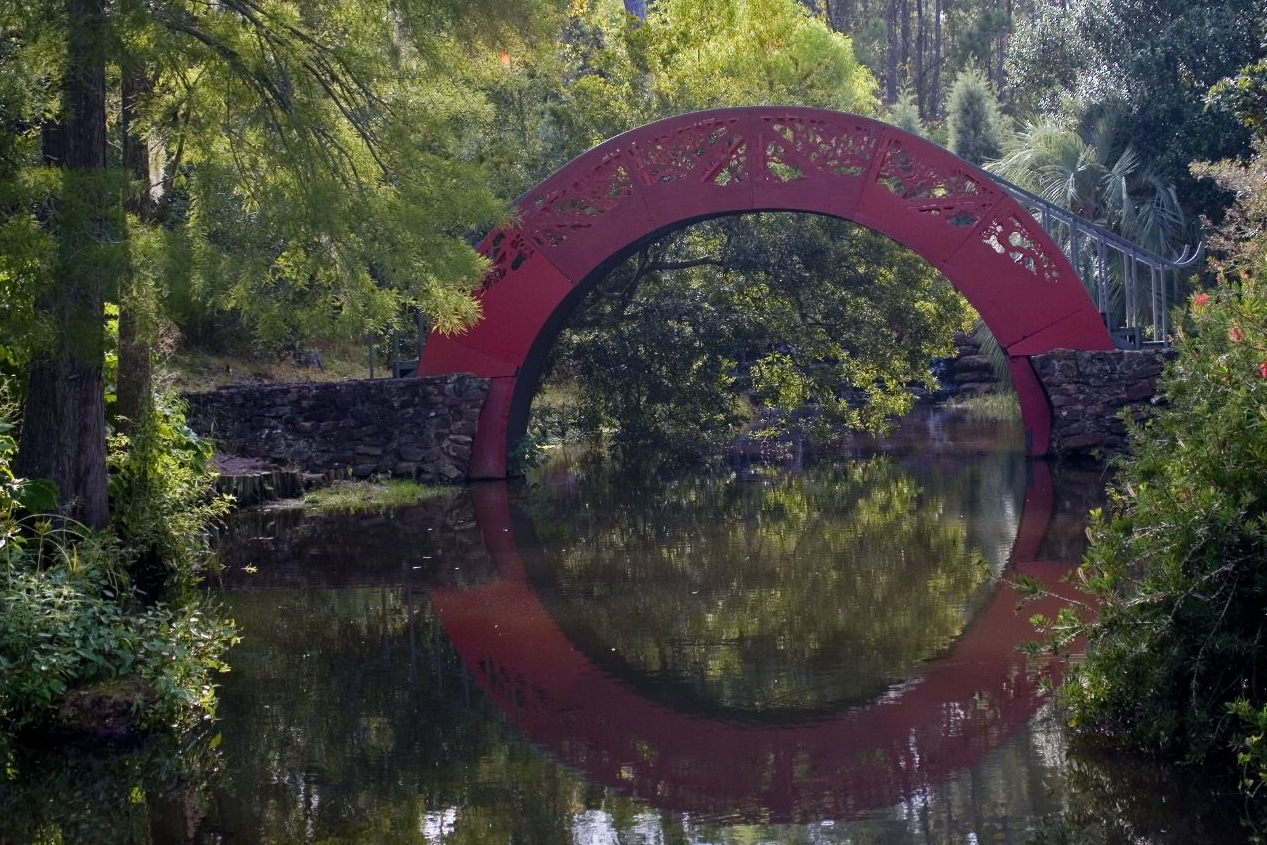
Місячний міст в Садах Беллінграта

Теодор розташований за координатами 30°32′19″ пн. ш. 88°11′15″ зх. д. / 30.53861° пн. ш. 88.18750° зх. д. (30.538686, -88.187573). За даними Бюро перепису населення США в 2010 році переписна місцевість мала площу 20,71 км², з яких 20,70 км² — суходіл та 0,01 км² — водойми.

## Пам'ятки
- Сади Беллінграта (англ. Bellingrath Gardens and Home).

## Демографія
Згідно з переписом 2010 року, у переписній місцевості мешкало 6130 осіб у 2293 домогосподарствах у складі 1681 родини. Густота населення становила 296 осіб/км². Було 2473 помешкання (119/км²).
Расовий склад населення:
| - 79,7 % — білих - 13,3 % — чорних або афроамериканців - 2,4 % — азіатів - 1,1 % — корінних американців - 1,1 % — осіб інших рас |

До двох чи більше рас належало 2,2 %. Частка іспаномовних становила 3,2 % від усіх жителів.
За віковим діапазоном населення розподілялося таким чином: 27,4 % — особи молодші 18 років, 61,2 % — особи у віці 18—64 років, 11,4 % — особи у віці 65 років та старші. Медіана віку мешканця становила 34,3 року. На 100 осіб жіночої статі у переписній місцевості припадало 92,8 чоловіків; на 100 жінок у віці від 18 років та старших — 90,3 чоловіків також старших 18 років.
Середній дохід на одне домашнє господарство становив 52 135 доларів США (медіана — 44 284), а середній дохід на одну сім'ю — 55 287 доларів (медіана — 44 444). Медіана доходів становила 45 828 доларів для чоловіків та 34 087 доларів для жінок. За межею бідності перебувало 12,2 % осіб, у тому числі 24,3 % дітей у віці до 18 років та 10,7 % осіб у віці 65 років та старших.
Цивільне працевлаштоване населення становило 2587 осіб. Основні галузі зайнятості: освіта, охорона здоров'я та соціальна допомога — 27,1 %, виробництво — 14,1 %, роздрібна торгівля — 11,9 %.